# Stepaniwka Perscha
Stepaniwka Perscha (ukrainisch Степанівка Перша; russisch Степановка Первая Stepanowka Perwaja) ist ein Dorf im Süden der ukrainischen Oblast Saporischschja mit etwa 1200 Einwohnern (2004).

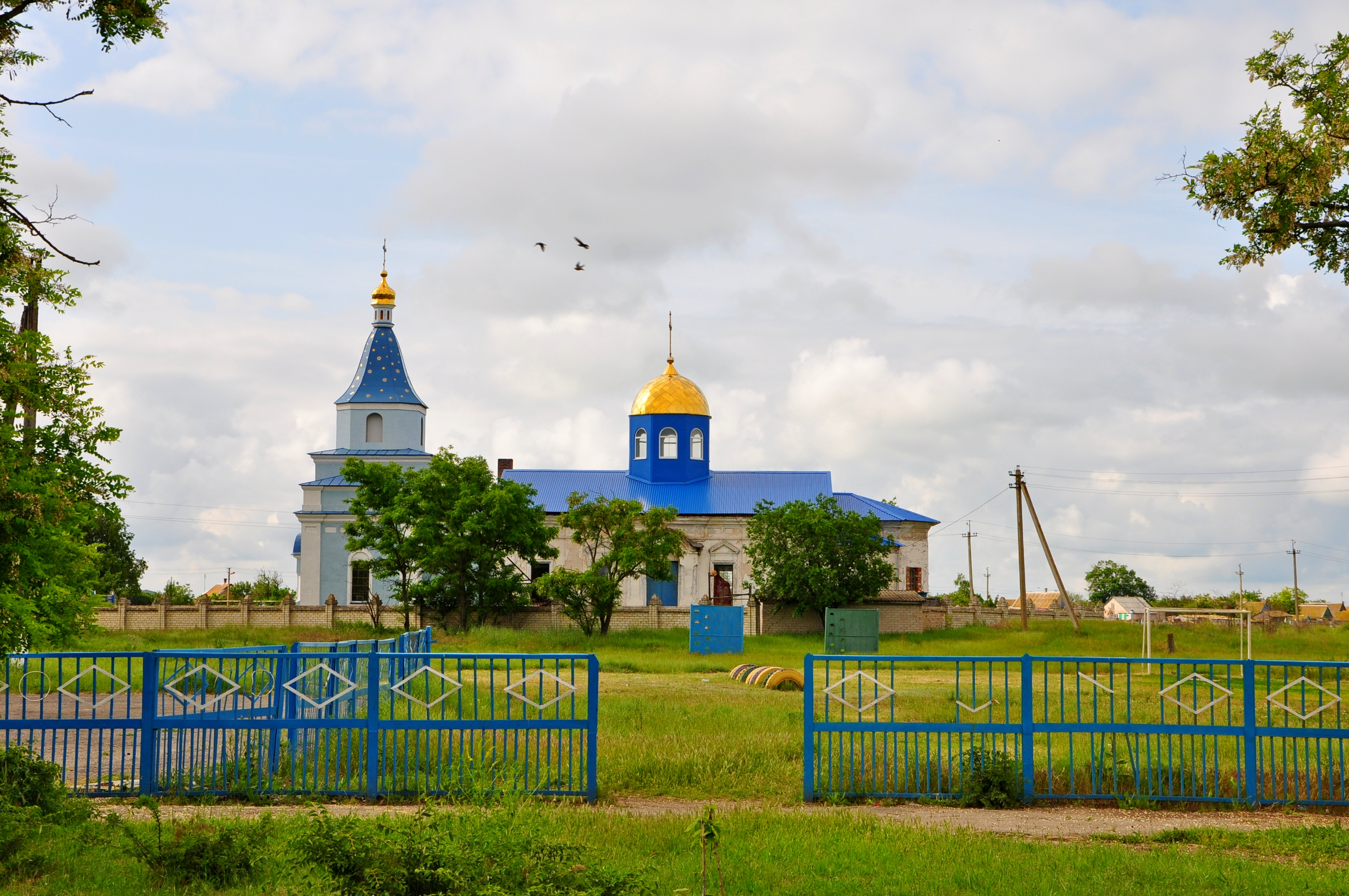
Kirche im Ort

Das 1862 gegründete Dorf liegt östlich des Molotschna-Limans am Ufer des Asowschen Meer 38 km südwestlich vom ehemaligen Rajonzentrum Pryasowske, 55 km südlich von Melitopol und 180 km südlich vom Oblastzentrum Saporischschja.
Am 12. Juni 2020 wurde das Dorf ein Teil der neugegründeten Landgemeinde Oleksandriwka, bis dahin bildete es zusammen mit dem Dorf Myroniwka (Миронівка) die gleichnamige Landratsgemeinde Stepaniwka Perscha (Степанівська Перша сільська рада/Stepaniwska Perscha silska rada) im Südosten des Rajons Pryasowske. Ab dem 15. Dezember 2017 bildete sie zusammen mit den Dörfern Heorhijiwka (Георгіївка), Ihoriwka (Ігорівка), Myroniwka (Миронівка), Nowokostjantyniwka (Новокостянтинівка) und Tschkalowe (Чкалове) die Landgemeinde Stepaniwka Perscha (Степанівська Перша сільська громада/Stepaniwska Perscha silska hromada).
Seit dem 17. Juli 2020 ist sie ein Teil des Rajons Melitopol.

## Persönlichkeiten
Im Ort kam am 18. November 1921 der ukrainische Schriftsteller und Träger des Taras-Schewtschenko-Preises Dmytro Mischtschenko (Дмитро Олексійович Міщенко) zur Welt.